# Det Kongelige Opfostringshus
Det Kongelige Opfostringshus er en dansk kostskole oprettet 1. oktober 1753 af Frederik 5. på Christianshavn i det senere Søkvæsthus (der nu rummer Orlogsmuseet). Oprindeligt var skolen opfostringshus for drenge af enlige forældre i trange kår, og målet var at oplære drengene i håndværk og fabriksarbejde. Gradvist vandt egentlig skolegang over håndværket, og skolen blev en belønningsskole for flittige drenge. Efter nogle år flyttede skolen til en bygning i Store Kongensgade, og i 1880 flyttede skolen til nye bygninger i Randersgade på Østerbro tegnet af arkitekten Ludvig Knudsen. Bygningen rummer i dag Heibergskolen. 
I september 1918 vedtog magistraten fremtidig at anvende renterne af det af kancelliråd Ole Thorup i 1878 stiftede legat til bedste for opfostringshuset, der herefter fik navnet: Det Kgl. Opfostringshus og Den Thorupske Stiftelse. 
Siden 1953 har skolen ligget på Hellebækgård i Hellebæk, og siden 1995 er piger også blevet optaget på skolen. Af gammel tradition kaldes skolens elever for skorper fordi man i gamle dage fik rugbrødsskorper med fedt på, og derfor er skolens navn i lokalsamfundet Skorpeskolen.
Klasselotteriet blev oprettet i 1753 med det formål at give kostskolen det økonomiske grundlag. Det provenu, som tilfaldt Opfostringshuset fra lotterierne, løb i gennemsnit op på små 19000 rigsdaler om året – mere end det havde kostet at rejse skolens bygning på Christianshavn. Lotteriet var således en af skolens faste indtægtskilder, indtil Johann Friedrich Struensee i 1771 tog lotteriet fra Opfostringshuset. Ganske vist skulle lotteriet fremtidig årlig betale Opfostringshuset 6000 rigsdaler, som ved kronemøntens indførelse i 1873 blev omregnet til 12000 kroner. Men denne kompensation blev ikke pristalsreguleret, så hvad der i 1771 kunne finansiere købet af et mindre gods, svarer 250 år senere knap til en halv lærermånedsløn.
Det var drenge fra Opfostringshuset, som trak lotteriets gevinstlodder, indtil Klasselotteriet i år 2000 overgik til elektronisk nummerudtrækning.
Skorpeskolen blev nedlagt i år 2004.
Det kongelige Opfostringshus blev i 2004 nedlagt som kostskole, men fortsætter som en erhvervsdrivende fond, der skal administrere anvendelsen af fondens bygninger i Hellebæk (Hellebækgaard) i henhold til den ændrede fundats.
Hellebækgaard anvendes nu som privatskole - "Skorpeskolen".